# ICP-Lizenz

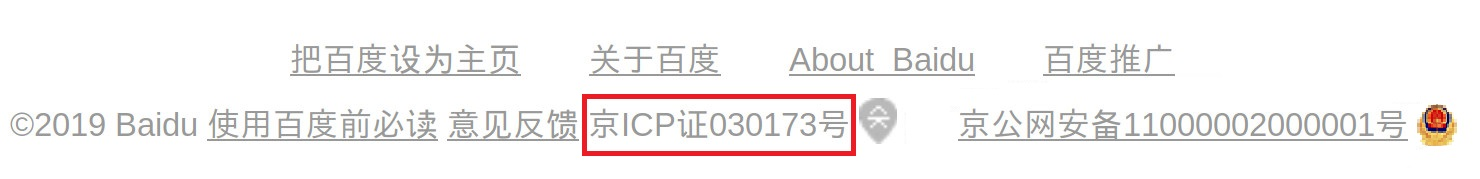
ICP-Lizenz von Baidu

ICP-Lizenz (englische Abkürzung für „Internet Content Provider“; chinesische Bezeichnung „ICP许可证“) bezeichnet in China die behördliche Erlaubnis eine Internetseite zu betreiben. ICP-Lizenzen finden sich meist am unteren Ende von Internetseiten.

## Geschichte
Am 25. September 2000 veröffentlichte der Staatsrat der Volksrepublik China die Telekommunikationsverordnung und die Verordnung zum Anbieten von Internetdienstleistungen (kurz: Internetdienstleistungsverordnung). Die Telekommunikationsverordnung verlangt, dass Betreiber von Internetseiten in China eine Lizenz erwerben müssen. Die Internetdienstleistungsverordnung verpflichtet Internetdienstanbieter, den Zugang zu Internetseiten ohne Lizenz zu blockieren. Voraussetzung für den Erwerb einer ICP-Lizenz ist eine Niederlassung in China. ICP-Lizenzen werden vom Ministerium für Industrie und IT (MIIT) auf Provinzebene ausgestellt.

## Kommerzielle und nichtkommerzielle Lizenzen
Das MIIT vergibt zwei Arten von ICP-Lizenzen:
- ICP-Anmeldung: Für rein informative Internetseiten reicht in der Regel eine ICP-Anmeldung aus. Der Großteil aller Internetseiten fällt unter diese Kategorie. Eine ICP-Anmeldung reicht auch für Unternehmen aus, die lediglich eigene Produkte und Dienstleistungen auf ihrer Internetseite bewerben. Erst wenn über die Nutzung von Funktionen einer Internetseite Umsätze generiert werden, müsste das betreffende Unternehmen eine ICP-Lizenz beantragen.

- ICP-Lizenz: Werden über Internetdienstleistungen in China Umsätze generiert, ist eine ICP-Lizenz erforderlich. Dies trifft auf Streaming-Dienste und Suchmaschinen mit Werbefunktionen (QQ Music, Baidu), soziale Medien mit Bezahlfunktion (WeChat), Carsharing-Dienste (Didi) sowie auf Cloud-Dienste und Onlinehändler (Alibaba) zu. Die ICP-Lizenz ist eine Erweiterung der ICP-Anmeldung um die Erlaubnis, solche kommerziellen Internetdienstleistungen in China zu betreiben. Entsprechend muss vor der Beantragung der ICP-Lizenz zunächst eine ICP-Anmeldung durchgeführt werden.